# قلب أسود (مسلسل)
قلب أسود (بالتركية: Siyah kalp)‏ هو مسلسل درامي تركي عرض لأول مرة في 12 سبتمبر 2024. من إنتاج تيمز للإنتاج، وإخراج اولوش بيراقدار، وتأليف يلديز تونش. بطولة أجه أوسلو واراس ايدن وحفصة نور سنجق توتان.

## قصة مسلسل
تدور أحداث القصة حول سومرو (أجه أوسلو)، التي تخلت عن توأمها في سن مبكرة وتزوجت من رجل الأعمال الثري ساميت (براق سيرجن). بعد سنوات من الفراق، يكتشف التوأم نوح تشاكيركا (أراس أيدين) وملك تشاكيركا (حفصة نور سنجق توتان) هوية والدتهما ويقرران الذهاب إلى كابادوكيا.
في القصر الرائع الذي وصلوا إليه، يلتقي نوح بسفيلاي (ليلى تانلار)، بينما تتقاطع طريق ملك مع جيهان (براق توزكوبران)، ابن ساميت من زواجه الأول. وعلى الرغم من محاولات سومرو لإخفاء أطفالها وإبعادهم عن عائلتها، إلا أن ملك ونوح سيتمكنان من التسلل إلى قلب العائلة وقلوب جيهان وسيفيلاي. تتصاعد الأحداث بين العواطف والصراعات الأسرية، مما يعكس قوة الروابط العائلية وأهمية الحب في مواجهة التحديات.

## وصلات خارجية
- القلب الأسود على موقع IMDb (الإنجليزية)
- القلب الأسود على موقع قاعدة بيانات الأفلام العربية